# Aplatament
L'aplatament d'un esferoide oblat és l'"aixafament" del pol geogràfic, en direcció a l'equador.

## Aplatament primer i segon
El primer aplatament, primari, f és el versinus de l'excentricitat angular de l'esferoide ("{\displaystyle o\!\varepsilon \,\!}"), igual a la diferència relativa entre el seu radi equatorial, {\displaystyle a\,\!}, i el seu radi polar, {\displaystyle b\,\!}:
{\displaystyle f={\mbox{ver}}(o\!\varepsilon )=2\sin ^{2}\left({\frac {o\!\varepsilon }{2}}\right)=1-\cos(o\!\varepsilon )={\frac {a-b}{a}};\,\!}
- L'aplatament de la Terra en WGS-84 és 1:298,257223563 (que correspon a una diferència de radi de 21,385 km del radi de la Terra 6378,137 - 6356,752 km) i no es pot apreciar visualment des de l'espai, ja que la diferència només representa un0.335 %.
- L'aplatament de Júpiter (1:16) i Saturn (gairebé 1:10), en contrast, es poden observar fins i tot amb un telescopi petit;
- Contràriament, el del Sol és menys d'1:1000 i el de la Lluna amb prou feines és 1:900.

L'aplatament depèn de la relació entre la gravetat i la força centrífuga i, amb més detall: de la mida i densitat del cos celeste, de la rotació del planeta o estrella, i de l'elasticitat del cos.
També hi ha un segon aplatament, f'  (que de vegades es denota com a "n"), que és el quadrat de la tangent del semiangle de {\displaystyle o\!\varepsilon \,\!}:
{\displaystyle f'=\tan ^{2}\left({\frac {o\!\varepsilon }{2}}\right)={\frac {1-\cos(o\!\varepsilon )}{1+\cos(o\!\varepsilon )}}={\frac {a-b}{a+b}};\,\!}